# Karmel Naudre
Karmel Naudre (født 7. december 1996 i Suure-Jaani, Estland) er en estisk film- og tv-skuespiller. Naudre dimitterede fra Läänemaa Ühisgümnaasium i 2016 og fra University of Tartu Viljandi Kulturakademi i 2021 med et scenekunstdiplom i skuespil (13. klasse). Siden da har hun arbejdet som freelanceskuespiller.
Hun har medvirket i flere tv-serier, bl.a. The Bank, Süü og Hvem skød Otto Mueller?.

## Filmografi (udvalg)[1]
- 2024 - Tulnukas 2 ehk Valdise tagasitulek 17 osas – person til skolemøde
- 2024 - The Invisible Fight – klubgæst
- 2022 - Miss from Kholkhoz (kortfilm) – frisør
- 2022 - Läheduse raamid – Jane
- 2022 - Hvem skød Otto Mueller? (tv-serie) – Marleen
- 2021 - Süü (tv-serie) – Hanna Kurm
- 2019 - Black and White Colours (kortfilm) – Tina
- 2018 - Muusa – Nora
- 2016 - The Bank (tv-serie) – rolle ukendt